# Bătălia de la Short Hills
Bătălia de la Short Hills (în original, [the] Battle of Short Hills), cunoscută de asemenea ca Bătălia de la Metuchen Meetinghouse (în original, [the] Battle of Metuchen Meetinghouse), a fost un conflict dintre forțele armate ale Statelor Unite ale Americii, comandate de Generalul William Alexander Stirling (cunoscut și ca Lord Sterling) și forțele britanice comandate de Generalul William Howe, care a avut loc în ziua de 26 iulie 1777, la Short Hills, în statul de azi New Jersey, în timpul Războiului de independență al Statelor Unite ale Americii.

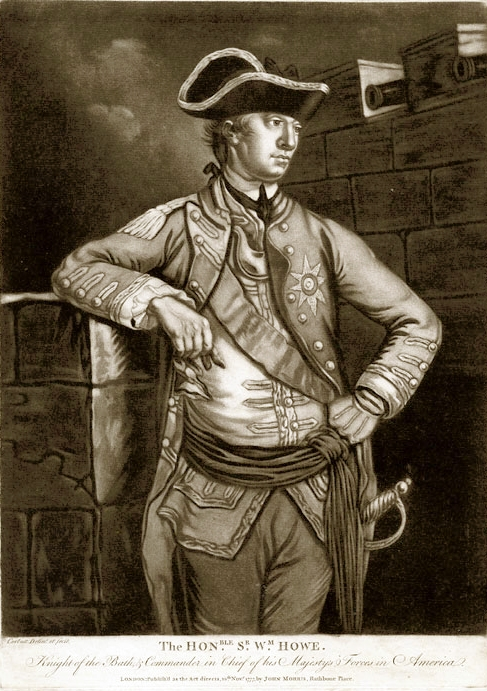
William Howe, conducătorul tuturor forțelor britanice prezente în conflictul militar Battle of Short Hills

Bătălia, care a fost precedată de o capcană a britanicilor, care încercaseră anterior să aducă armata lui Washington într-un loc unde aceasta ar fi putut fi învinsă de o armată cu forțe superioare, a fost în final câștigată de forțele americane, în ciuda dezavantajelor evidente ca număr de soldați și mijloace militare.

## Preludiu
Înaintea bătăliei, în primele zile ale lunii iunie, forțele generalui William Howe, de aproape 17.000 de oameni, se retrăseseră de pe pozițiile avute la Somerset Court House din New Brunswick, îndreptându-se spre Perth Amboy. Această manevră a fost efectuată după ce britanicii încercaseră anterior, infructuos, de altfel, să-l atragă pe George Washington și armata sa să părăsească postul lor de la Middlebrook Heights pentru a-l aduce pe acesta pe un teren plan, un câmp larg deschis. Pe de altă parte, atât ceea ce Washington a făcut (neașteptat pentru britanici), cât și tacticile folosite de "Lord Stirling", generalul american William Alexander Stirling, au dejucat planurile "Perfidiului Albion". Deconspirarea capcanei englezilor s-a dovedit de o semnificație deosebită pentru rebalansarea forțelor angrenate în război, întrucât ar fi putut fi o victorie lejeră a englezilor contra unei armate americane inferioare ca număr de combatanți și dotare tehnică, purtată pe o zonă plană de mare întindere, terenul plat al viitorului stat New Jersey.

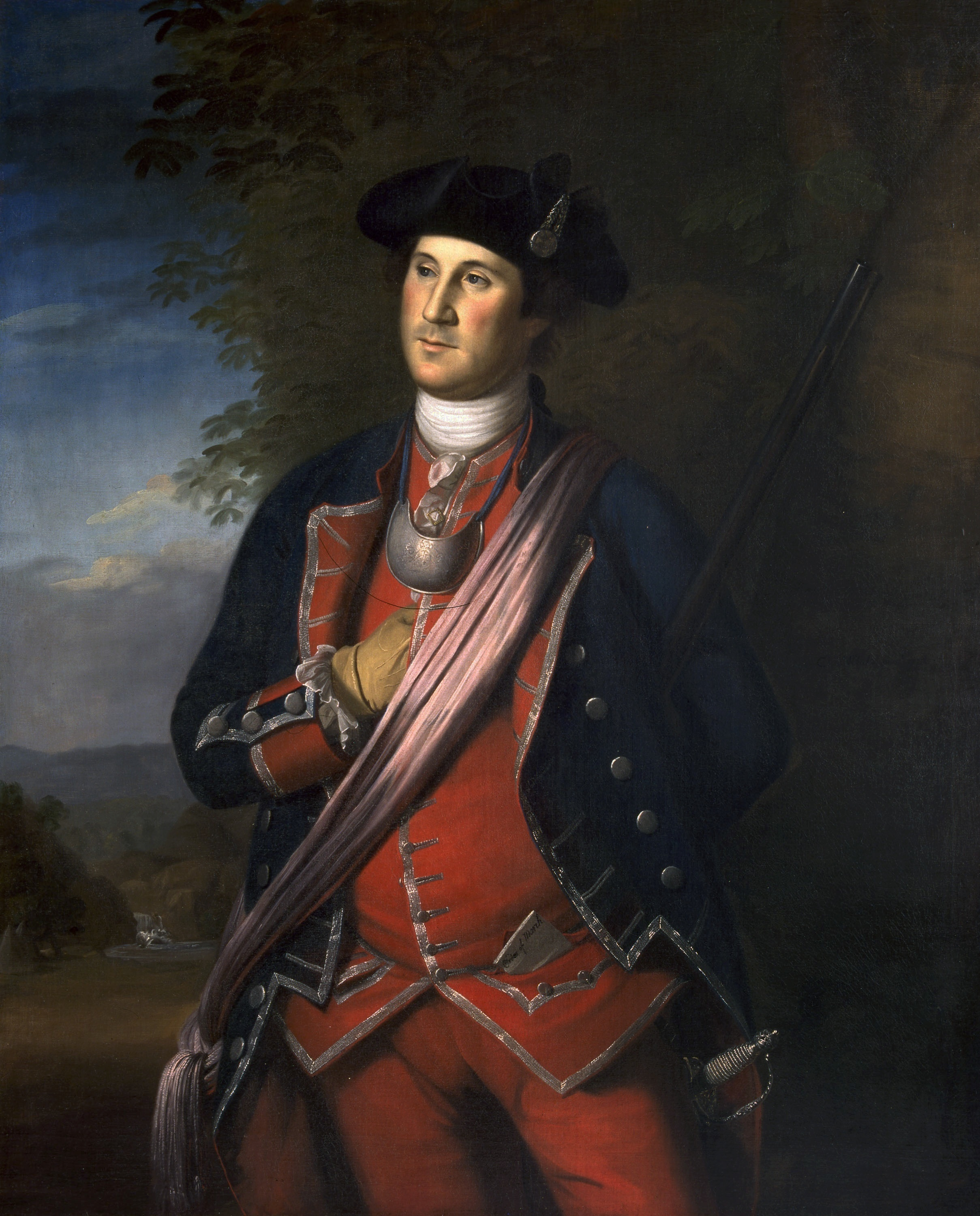
George Washington, conducătorul armatei principale a trupelor americane

În loc de a cădea în capcana întinsă, Washington i-a urmărit îndeaproape pe britanicii care se retrăgeau, părăsind postul său din Middlebrook, din Watchung Mountains, considerând în același timp posibilitatea unui asalt împotriva ariegardei prost dotată și organizată a englezilor. În timp ce forțele lui Washington continuau să se urmărească îndeaproape retragerea britanicilor în zone precum comitatele Somerset și Middlesex, trupele aflate sub comanda lui Stirling utilizau discontinuu și neregulat tactici de guerilla pentru a-i irita continuu din flancuri pe aceiași britanici care se retrăgeau.
În încercarea sa de a termina rapid cu necazurile provocate de hărțuirea practicată de trupele americane, Howe a condus trupele sale spre Perth Amboy, de unde spera să decimeze forțele generalului Stirling, să taie calea retragerii lui Washington către Middlebrook și să angajeze forțele militare americane într-o confruntare directă, unde ar fi putut folosi dotarea sa superioară.

## Bătălia
Bătălia propriu-zisă între forțele americane ale lui Stirling, care numărau doar 2.000 și forțele britanice, întărite cu soldați germani din Hessa, ale lui Howe, s-a dovedit a fi extrem de intensă, dar în chip aparent surprinzător trupele lui Stirling au suferit doar pierderi minore.
În tot cursul bătăliei, Stirling a fost gradual forțat să se retragă, conducând ambele armate în zonele cunoscute sun numele de Ash Swamp și Scotch Plains. Un baraj puternic de salve de tun, deși Sterling fusese la un moment dat pe poziții de înfruntare directă, l-a determinat să se retragă mai mult decât planificase inițial, înspre Westfield. Oricum, eforturile tactice și strategice ale generalului Stirling în bătălia de la Short Hills i-au permis ca să se reunească cu succes cu armata lui Washington și apoi ambele să se întoarcă aproape neatinse la postul lor de la Middlebrook. Din cauza acestor realizări, precum și datorită numărului mare de victime provocate britanicilor, comparativ cu un număr extrem de redus de pierderi umane de partea americană, bătălia este considerată de istorici ca o victorie americană. În același timp, forțele britanice s-au întors la postul acestora de la Perth Amboy, lăsând americanii să se întrebe care ar putea fi următoarele acțiuni ale generalui Howe și ale trupelor acestuia.